# Acrotaphus homeofranklini
Acrotaphus homeofranklini (лат.) — вид мелких перепончатокрылых наездников рода Acrotaphus из подсемейства Pimplinae (=Ephialtinae) семейства Ichneumonidae (Hymenoptera). Южная Америка: Бразилия, Колумбия, Эквадор и Перу.

## Этимология
Видовой эпитет A. homeofranklini дан из-за сходства с видом A. franklini.

## Описание
Длина переднего крыла 12—15 мм. Этот вид можно отличить от всех других видов Acrotaphus по сочетанию следующих признаков: 1) край щёк плоский за глазами в дорсальном виде; 2) край щёк равен 0,3—0,5× от длины глаза в дорсальном виде; 3) задние оцеллии отделены от глаза на 0,2—0,3× их диаметра в дорсальном виде; 4) мезосома оранжевая, с чёрными проплевроном, пронотумом, мезоскутумом, базальной половиной щитика и мезоплевроном; 5) задняя нога полностью чёрная или с коричневатой проксимальной половиной бедра; 6) яйцеклад равен 1,3—1,5× от длины задней голени. Биология неизвестна, предположительно как и близкие виды, паразитирует на членистоногих.
Голова чёрная, усики оранжевые; антенны коричневатые. Мезосома оранжевая, с чёрными проплеврами, переднеспинкой, мезоскутумом, базальной половиной щитика и мезоплеврой. Метасома оранжевая с тергитами V+ чёрными. Передние и средние лапки полностью оранжевые, задние лапки полностью чёрные. Крылья желтоватые; переднее крыло с вершиной дистальнее 2 rs-m чёрное и с чёрной срединной полосой, идущей назад от переднего края, проксимально к птеростигме, прямо через 1-ю субдискальную ячейку; птеростигма желтоватая. Яйцеклад коричневатый, основание и вершина бледные, а ножны темно-коричневые.
Acrotaphus jackiechani близко похож на вид A. franklini Gauld, 1991 в основном тем, что части мезосомы чёрные, но отличается от него тем, что край щёк равен 0,3—0,5× от длины глаза в дорсальном виде и задние оцеллии отделены от глаз на 0,2—0,3× их диаметра в дорсальном виде (у A. franklini край щёк равен 0,6—0,75× от длины глаза в дорсальном виде и задние оцеллии отделены от глаз на 0,4—0,7× их диаметра в дорсальном виде).